# La Bataille de Lépante (tableau de Juan Luna)
La Bataille de Lépante (en espagnol : La Batalla de Lepanto) est un tableau du peintre et activiste révolutionnaire philippin Juan Luna.  Avec Félix Resurrección Hidalgo (en), Juan Luna est un des premiers Philippins à recevoir une reconnaissance internationale dans le domaine des arts et de la culture,,.
Il s'agit d'un des « immenses toiles épiques » de Juan Luna, au même titre que Spoliarium et Le Pacte de Sang (en).

## Historique
En devenant le second Philippin à remporter la première des trois médailles d'or de l'Exposicion General de Bellas Artes de 1884 à Madrid pour sa toile Spoliarium,,, Juan Luna devient célèbre et reçoit des commandes de tableaux de la part du gouvernement espagnol (notamment La Bataille de Lépante, Peuple et Rois (en) et España y Filipinas (en).
Juan Luna déménage de Madrid à Paris en octobre 1884, et est obligé de faire régulièrement l'aller-retour entre les deux capitales pour répondre aux demandes de portraits qu'il reçoit et pour continuer à appuyer les réformes aux Philippines auprès du gouvernement espagnol.
C'est le Sénat espagnol, sous l'influence du roi Alphonse XII, qui passe commande du tableau La Bataille de Lépante, pour être accroché à côté du chef-d'œuvre de Francisco Pradilla Ortiz La rendición de Granada (es) (1878). Cette commande serait aussi une forme de compensation pour ne pas avoir reçu le Prix d'honneur ou la Médaille d'Excellence pour Spoliarium, alors que l'opinion publique trouvait qu'il méritait cette récompense. Un an plus tard, La Bataille de Lépante reçoit la médaille d'or de l'Exposition des Beaux-Arts de Barcelone,.
Alors qu'on se rassemble entre Philippins à Madrid pour fêter cette victoire, le héros national philippin José Rizal prononce un discours dans lequel il félicite Luna et Hidalgo pour leurs succès, « leur maîtrise et leur nationalisme ».  Graciano López Jaena (en), un autre héros philippin, prononce également un discours de félicitations.
Vu l'importance historique du sujet de la toile pour la couronne espagnole, c'est la veuve du roi Alphonse XII, Marie-Christine d'Autriche, qui dévoile en personne le tableau dans la salle du Sénat en novembre 1887, où elle se trouve toujours. Juan Luna reçoit également la Medalla de Isabela La Católica décernée par le Ministère d'Outremer pour les « services exceptionnels » rendus à l'Espagne.